# Dischides leloeuffi
Dischides leloeuffi är en blötdjursart som beskrevs av Nicklès 1979. Dischides leloeuffi ingår i släktet Dischides och familjen Gadilidae. Inga underarter finns listade i Catalogue of Life.